# 보리가루
보리가루(표준어: 보릿가루)는 보리를 곱게 빻은 가루이다. 통보리를 갈아서 만든 굵은 것과 보리쌀을 갈아서 만든 고운 것이 있다. 보릿가루는 여러 종류의 보리빵을 굽거나 음식을 만드는 데 쓰인다.

## 음식

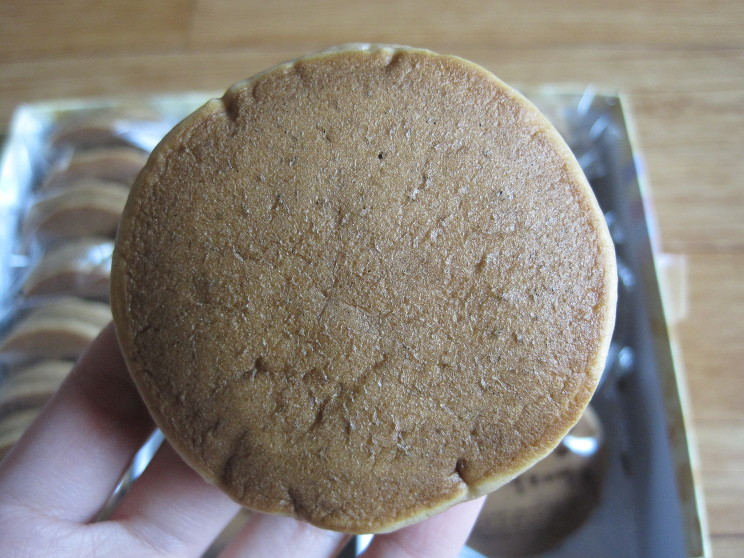
찰보리빵

보릿가루로 반죽을 만들거나 보리빵을 구울 수 있다. 밀가루에 보릿가루를 섞어 빵을 만들기도 한다. 보릿가루를 넣으면 밀가루로만 만든 빵보다 색이 어두워지고 맛도 달라진다. 보릿가루가 들어가는 음식으로는 다음과 같은 것이 있다.
- 찰보리빵: 찰보리로 만든 한국의 보리빵
- 플라트브뢰드: 보릿가루, 물, 소금으로 만든 노르웨이식 납작빵
- 피테팔트: 보릿가루, 밀가루, 감자로 만든 스웨덴식 고기만두
- 잠바: 구운 보리를 갈아 만든 티베트인의 주식

## 같이 보기
- 밀가루
- 쌀가루
- 옥수수 가루